# Grammicolepis brachiusculus
Grammicolepis brachiusculus är en fiskart som beskrevs av Poey, 1873. Grammicolepis brachiusculus ingår i släktet Grammicolepis och familjen Grammicolepididae. Inga underarter finns listade i Catalogue of Life.